# Le feste d'Apollo
Le feste d'Apollo  (título original en italiano; en español, Las fiestas de Apolo) es un espectáculo operístico con música de Christoph Willibald Gluck. Se estrenó en el Teatrillo de la corte de Parma, el 24 de agosto de 1769, con ocasión de las celebraciones por las noches del duque Fernando I de Borbón-Parma y de la archiduquesa María Amelia de Habsburgo-Lorena.